# Rabia Belhaj Ahmed
Rabia Belhaj Ahmed (arabe : ربيعة بالحاج أحمد), née le 15 décembre 1982, est une athlète handisport tunisienne qui évolue principalement dans les épreuves de catégorie T20 et F20. Elle détient le record paralympique (en) du 400 mètres haies depuis 2003.
Aux Jeux globaux de 2009 à Liberec, elle remporte les médailles d'or du 400 mètres haies et du saut en longueur. 
Elle participe également aux Jeux paralympiques d'été de 2012 à Londres.